# Арнольд Ветль
Арнольд Ветль (нім. Arnold Wetl, нар. 2 лютого 1970, Айбісвальд) — колишній австрійський футболіст, півзахисник.
Насамперед відомий виступами за «Штурм» (Грац), а також національну збірну Австрії.

## Клубна кар'єра
У дорослому футболі дебютував 1988 року виступами за «Штурм» (Грац), в якому провів вісім сезонів, взявши участь у 160 матчах чемпіонату. За цей час виборов титул володаря Кубка та Суперкубка Австрії.
Протягом сезону 1996–97 років захищав кольори «Порту», додавши до переліку своїх трофеїв титул чемпіона Португалії.
Щоправда, у Португалії Арнольд не зміг заграти, вийшовши за сезон лише у одинадцяти матчах чемпіонату, тому вже влітку 1997 року Ветль повернувся на батьківщину у «Рапід» (Відень). Відіграв за віденську команду наступні чотири сезони своєї ігрової кар'єри. Більшість часу, проведеного у складі віденського «Рапіда», був основним гравцем команди.
Влітку 2001 року повернувся до рідного «Штурму», у якому розпочинав професійну кар'єру. Цього разу провів у формі команди три сезони. Граючи у складі «Штурма» також здебільшого виходив на поле в основному складі команди.
Завершив професійну ігрову кар'єру у нижчоліговому клубі «Граткорн», за який виступав протягом 2004–2006 років.

## Виступи за збірну
В квітні 1991 року дебютував в офіційних матчах у складі національної збірної Австрії в товариській грі проти збірної Норвегії. 
У складі збірної був учасником чемпіонату світу 1998 року у Франції, на якому зіграв в усіх трьох матчах збірної.
Протягом кар'єри у національній команді, яка тривала 9 років, провів у формі головної команди країни лише 21 матч, забивши 4 голи.

## Титули і досягнення
- Володар Кубка Австрії (1):

«Штурм» (Грац): 1995-96
- Володар Суперкубка Португалії (1):

«Порту»: 1996
- Чемпіон Португалії (1):

«Порту»: 1996-97